# Simon Ives
Simon Ives talora citato anche come Yves, (1600 – 1662) è stato un compositore e organista inglese attivo alla corte di Carlo I d'Inghilterra.

## Biografia
Molto poco si conosce della sua vita a parte che fu organista a St Paul's Cathedral a Londra negli anni 1620 e alla Christ Churh negli anni 1630. Scrisse molti dialoghi pastorali, canzoni, glee e pezzi per organo. Compose anche musica per il teatro.